# De gevederde slang
De gevederde slang is het tweehonderdveertigste stripverhaal uit de reeks van Suske en Wiske. Het is gemaakt door Paul Geerts. 
Het is gepubliceerd in TV Ekspres van juli 1996 tot en met juni 1997. De eerste albumuitgave in de reguliere Vierkleurenreeks was op 2 december 1998, met nummer 258.

## Locaties
- Mexico, Palenque met tempelruïnes en een cenote

## Personages
- Suske, Wiske, tante Sidonia, Lambik, Ernesto Tabasco, professor Confuus, Guido Krapullos (regeringsambtenaar), Quetzalcoatl en zijn koningin

## Het verhaal
In het noorden van Chiapas in Mexico bevindt zich de archeologische site van Palenque. Hier ontdekken Ernesto Tabasco en professor Confuus dat er voorwerpen van jade zijn gestolen. Tante Sidonia is op uitnodiging van UNESCO ook bij deze mannen. Ze vertellen haar dat de regeringsambtenaar Guido Krapullos hetzelfde merk sigaren rookt als het bandje dat op de plek van de diefstal is gevonden. Sidonia vraagt haar vrienden ook naar Mexico te komen. Jerom is in Bosnië om de blauwhelmen te vervangen en kan daarom niet mee.
De vrienden rijden gezamenlijk naar Palenque. Ze kopen sombrero's en zien een witte arend vliegen. De professor vertelt dat zijn voorganger, Alberto Ruz, in 1952 een graftombe heeft ontdekt. Ze gaan naar de piramide, met de Tempel der Inscripties, waar de laatste diefstallen zijn gepleegd. Als Suske en Wiske gaan zwemmen, ontdekken ze een erg diep cirkelvormig bekken met scherpe randen. De professor vertelt dat dit een cenote is, waar de Maya's en Azteken mensen offerden.
Lambik gaat met Ernesto duiken in de offerbron en vinden veel skeletten op de bodem. Suske en Wiske verkennen nogmaals de gang bij de piramide. Als ze aan een ring trekken, horen ze dat er water wegstroomt. De offerbron is leeggelopen en de vrienden gaan op verkenning. Onder in de put vinden ze een granieten deur met een afbeelding van Quetzalcoatl, de god die de harmonie van hemel en aarde moet bewaken. Ze gaan door een gang vol valstrikken en komen in een enorme piramidevormige ruimte. Daar komt de witte arend en gaat op een standbeeld zitten.
Dan is Krapullos ter plekke met zijn handlangers. Hij wil de schatten stelen, waarna hij de vrienden wil laten verdrinken in de schatkamer. Dan verandert de witte arend in een gevederde slang. De slang is in werkelijkheid Quetzalcoatl. De god ziet dat de vrienden te goeder trouw zijn en neemt hen mee naar het verleden. Daarna zullen de schatten worden verstopt, voordat er meer expedities en toeristen komen.
Er wordt met een cactusnaald een gaatje geprikt en de vrienden krijgen een gouden touwtje door hun oren, en gaan samen naar het verleden. Ze worden voorgesteld aan de koningin en Quetzalcoatl vertelt zijn volk dat in de toekomst de wereld voor leed zal zijn. Dan schakelen de boeven enkele bewakers uit en ze bedreigen de koningin. Zij valt in de cenote, maar wordt gered door Suske en Wiske. De boeven worden door Quetzalcoatl verslagen, waarna ze in apen veranderen. 
Sidonia mag een wens doen. Ze wenst dat ze zal trouwen met Lambik, maar dan barst de vulkaan uit. De bewoners gaan naar een afgesproken plaats en de vrienden worden naar hun eigen tijd teruggestuurd. De vrienden zien samen met de professor en Ernesto hoe een ruimteschip alle kostbare voorwerpen uit de ruïnes haalt. Suske zegt dat het de bewoners van vroeger zijn die tijdens de vulkaanuitbarsting hiermee zijn ontkomen. Lambik krijgt van de professor nog een beeldje dat is achtergebleven in een boom. De vrienden keren hierna terug naar huis.